# El médico (Goya)
El médico es un óleo de los cartones para tapices, diseñado por Francisco de Goya para el dormitorio de los Príncipes de Asturias en el Palacio del Pardo.
El cuadro, como muchos de su autor, anticipa el impresionismo, pues Goya se preocupa por mostrar las luces de las estaciones del año. Aquí sitúa la escena en el crepúsculo de un día de invierno, iluminándose las figuras con luz de un fogón. Tiene ecos de Bassano y Tintoretto.
La capa del doctor ocupa todo el protagonismo de la imagen, pues atrae pronto la mirada del espectador. Dos estudiantes aparecen en el fondo, pero es el broncíneo brasero lo que le da luz al cuadro. Goya aplica aquí varias técnicas aprendidas del barroco, sobre todo en la mancha roja de la capa, los libros, y los cuellos. 